# Jamii Bora
Jamii Bora, som betyder "gode familier" på Kiswahili, er en mikrofinansorganisation, der blev grundlagt i 1999 af svenske Ingrid Munro. Ingrid Munro ville hjælpe 50 gadetiggere i et slumområde i Nairobi. Hun gav dem små lån, og de har siden hen i små skridt arbejdet sig selv op ad rangstigen og øget deres indkomst. Jamii Bora har i dag over 300.000 medlemmer, og de fleste af dem, der arbejder i organisationen, er selv Jamii Bora-låntagere. 
I organisationens arbejde for at kontakte fattige, i øde områder, bruges eksempelvis GPS-teknologi samt mobiltelefoner, hvilket gør det muligt, at få finansieringen ud til de fattige.

## Eksterne kilder og henvisninger
- Jamii Bora to expand countrywide next year The Standard 16/12/2011
- Organisationens webside Arkiveret 26. september 2011 hos  Wayback Machine
- Organisationens svenske webside